# (34237) Sarahgao
2000 QO96 (asteroide 34237) é um asteroide da cintura principal. Possui uma excentricidade de 0.15432310 e uma inclinação de 8.06385º.
Este asteroide foi descoberto no dia 28 de agosto de 2000 por LINEAR em Socorro.